# Closterium calosporum
Closterium calosporum  là một loài Song tinh tảo trong họ Desmidiaceae, thuộc chi Closterium.